# Герб Индонезии
Ге́рб Индоне́зии (индон. Lambang Negara Republik Indonesia) представляет собой изображение птицы Гаруды золотого цвета со щитом на груди. Щит четырёхчастный, с малым щитком в сердце. Пять элементов герба символизируют Панча Сила, пять принципов национальной философии Индонезии, поэтому герб также называют «Гаруда Панча Сила». В когтях Гаруды — лента с национальным девизом. Герб был разработан султаном Понтианака Хамидом II при участии художника Дуллаха и принят в качестве национального 11 февраля 1950 года.

## Гаруда
Гаруда — мифическая птица, элемент мифологии индуизма и буддизма. Она часто используется в геральдике, архитектуре, изобразительном и монументальном искусстве стран Южной и Юго-Восточной Азии. Гаруда, ездовая птица (вахана) Вишну появляется во многих храмах древней Индонезии. Храмы, такие как Прамбанан, Петнатаран, Белахан, и Сукух изображают изображения (барельеф или статуя) Гаруды. В комплексе храма Прамбанан есть единственный храм, расположенный перед храмом Вишну, посвящённым Гаруде. Сегодня уже нет никакой статуи Гаруды в палате. В храме Шивы, в комплексе Прамбанан, есть изображение, говорят, что это эпизод Рамаяны о Гаруде Джатаю, который попытался спасти Ситу от руки Равана. Обожествлённая статуя Короля Айрлангга изображена как Вишну, устанавливающий Гарудой (в Беланахе), вероятно самая известная статуя Гаруды из древней Явы. Теперь статуя — важная часть коллекции Музея Тровулан, Восточная Ява.
Гаруда появляются во многих традициях и историях, особенно в Яве и Бали. Во многих историях Гаруда символизирует достоинства знания, власти, храбрости, лояльности, и дисциплины. Как транспортное средство Вишну, Гаруда имеет признаки Вишну, которые символизируют сохранение космического порядка. Живущая на острове Бали традиция (до прихода ислама) уважала и почитала Гаруду как «лорда всех существ, которые могут полететь», и «величественного короля птиц». В Бали Гаруда традиционно изображался как божественное существо с головой, клювом, крыльями, и когтём орла, в то время как имеет тело человека. Обычно изображаемый в запутанном вырезании с золотыми и яркими цветами, как транспортное средство Вишну или в сцене сражения против Нага (дракона, водяного змея). Важное и благородное положение Гаруды в индонезийской традиции начиная с древних времён уважало Гаруду как национальный символ Индонезии, воплощение индонезийской идеологии, Панча Сила. Гаруда, также выбранный как название индонезийских национальных авиалиний, Garuda Индонезия. Рядом с Индонезией королевство Таиланда также использует Garuda как их национальный символ, Эмблему Таиланда.
Гаруда в гербе Индонезии отсылает к доколониальным индусским королевствам Индонезийского архипелага. Сама Гаруда символизирует силу и власть, а золотой цвет — славу. На каждом крыле Гаруды по 17 перьев, в хвосте — 8, в надхвостье (под щитом) — 19, а вокруг шеи — 45. Эти числа складываются в «17/8/1945», то есть 17 августа 1945 года — дату провозглашения независимости Индонезии.

## Щит
Щит четырёхчастный, с малым щитком в сердце. В первой части серебряная с чёрным голова быка в червлёном поле, во второй — дерево натурального цвета с зелёной кроной в серебряном поле, в третьей — в серебряном поле золотой рисовый побег справа от хлопка, в четвёртой — золотая цепь в червлёном поле. В чёрном поле щитка золотая пятиконечная звезда. Верхнюю и нижнюю части щита разделяет чёрная полоса, символизирующая линию экватора. Каждый элемент щита, кроме чёрной полосы, призван символизировать один из принципов государственной идеологии Индонезии Панча Сила.

### Звезда
Золотая звезда в чёрном поле соответствует первому принципу Панча Сила — вере в единого Бога. Чёрный цвет обычно понимается как символ Мухаммеда, пророка ислама — важнейшей религии в Индонезии. Золотая звезда является символом светской идеологии социализма.
Этот принцип Панча Сила всегда был спорен, поскольку предполагает обязательность веры в единого Бога. Сторонники наследия Сукарно, полагают, что этот принцип предназначался, чтобы объединить население Индонезии, среди которого бытуют различные религии и верования.

### Бык
В первой четверти в червлёном поле голова яванского дикого быка, бантенга, которая символизирует четвёртый принцип Панча Сила — демократии, направляемой разумной политикой консультаций и представительства. Бантенг — социальное животное, что обуславливает необходимость принятия важнейших решений всем населением. Бантенг являлся символом Национальной партии Индонезии, основанной первым президентом страны Сукарно, а после был принят её преемниками — Демократической партией Индонезии и Демократической партией борьбы Индонезии (последняя возглавляется дочерью Сукарно Мегавати Сукарнопутри) в качестве символа упорства и борьбы.

### Дерево
Во второй четверти в серебряном поле дерево баньяна, символизирующее третий принцип Панча Сила — единство Индонезии. Баньян известен тем, что он имеет развитые корни и ветви. В идеале, задуманном Сукарно и его партией, Республика Индонезии является единой страной, состоящей из многих культур.

### Рис и хлопок
В третьей четверти в серебряном поле золотой побег риса и зелёные головки хлопка. Они представляют пятый принцип Панча Сила — социальную справедливость. Рис и хлопок представляют хлеб насущный и средства к существованию.

### Цепь
В четвёртой четверти в червлёном поле золотая цепь. Эта цепь представляет смену поколений, с круглыми и квадратными звеньями, символизирующими женщин и мужчин соответственно. Цепь соответствует второму принципу Панча Сила — справедливой и цивилизованной гуманности.

## Девиз
Гаруда держит в когтях ленту с национальным девизом Индонезии — Bhinneka Tunggal lka. Это фраза на старояванском языке, буквально означающая «(Хотя) в частях, всё же один» или иначе: «единство в многообразии».